# Москейру
Москейру (порт. Mosqueiro) — остров у восточного берега реки Пара в Бразилии.
Остров находится в заливе Маражо, являющимся устьем реки Пара, у восточного края входа в бухту Гуажара. Площадь острова — 219 км².
В административном плане остров в настоящее время является частью города Белен, и его протянувшиеся на 17 км пляжи являются популярным местом отдыха горожан. Население острова составляет около 27 тысяч человек.